# Kościół św. Antoniego Padewskiego w Gądkowicach
Kościół św. Antoniego Padewskiego – zabytkowy neogotycki kościół rzymskokatolicki zlokalizowany w Gądkowicach w gminie Milicz.

## Historia
Kościół jest siedzibą parafii i pochodzi z lat 1890-1892. Charakterystyczna jest wysoka wieża, nakryta spiczastym hełmem. Obiekt nakryty jest dachami dwuspadowymi, pokrytymi łupkiem. W wybudowanej za pastora K. Burgharata (1882-1920) budowli z wyposażenia z okresu budowy na uwagę zasługuje trójdzielny prospekt organowy, zwieńczony szczytem, organy znanej świdnickiej firmy „Schlag & Söhne”, oraz witraże z pracowni „Türte und Schlein” w Zittau. W kościele znajdują się także przedstawienia scen Chrztu Pańskiego i Zmartwychwstania, jak również liczne herby: ks. von Hochberg, ks. zu. Schönaic-Carolath, hr. von Maltzan z Milicza, von Heydebrand und der Lasa von Gregory. Do 1945 kościół pozostawał świątynią protestancką.

## Galeria

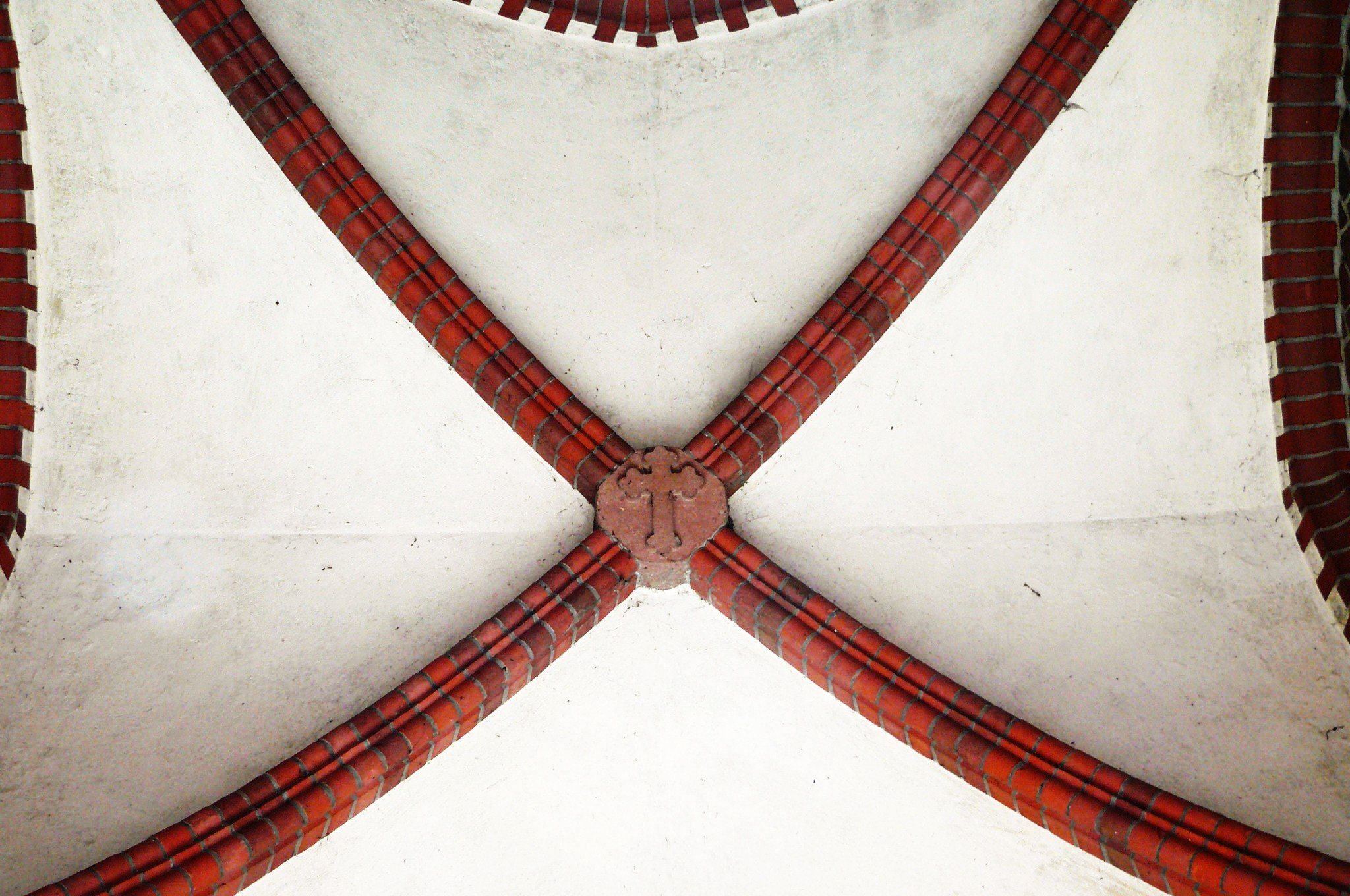
Sklepienia w kościele
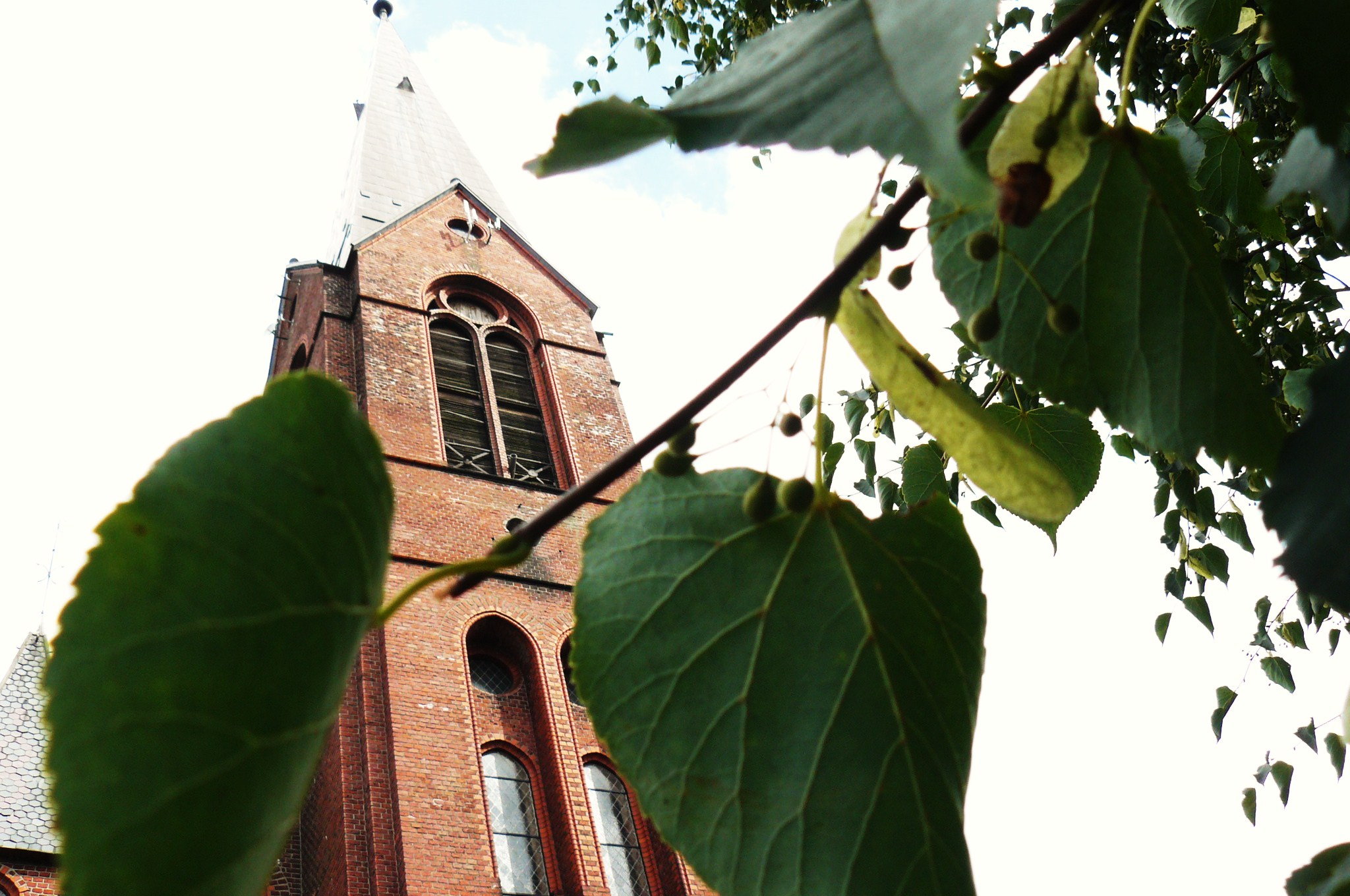
Wieża kościelna
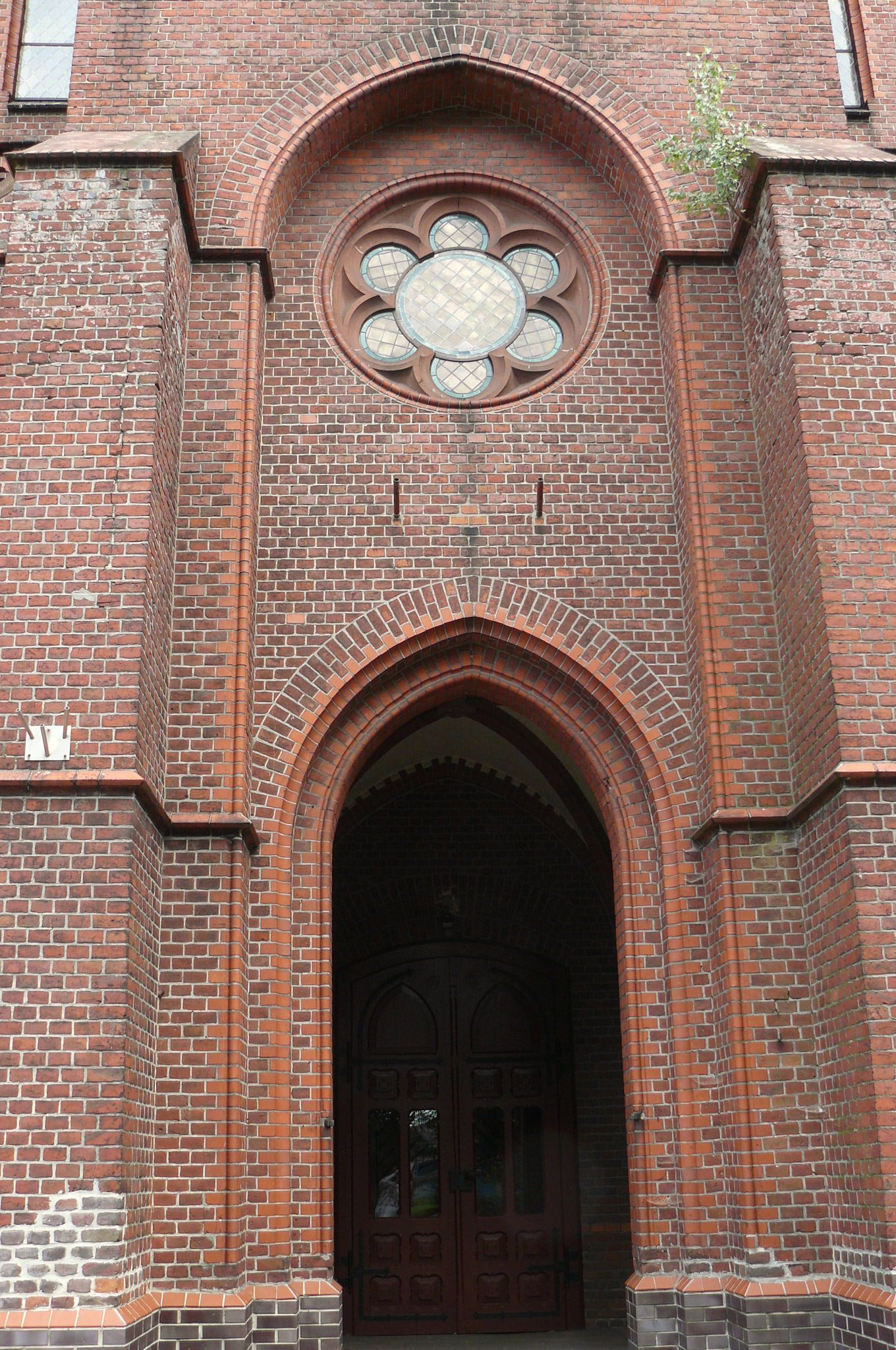
Wejście do kościoła
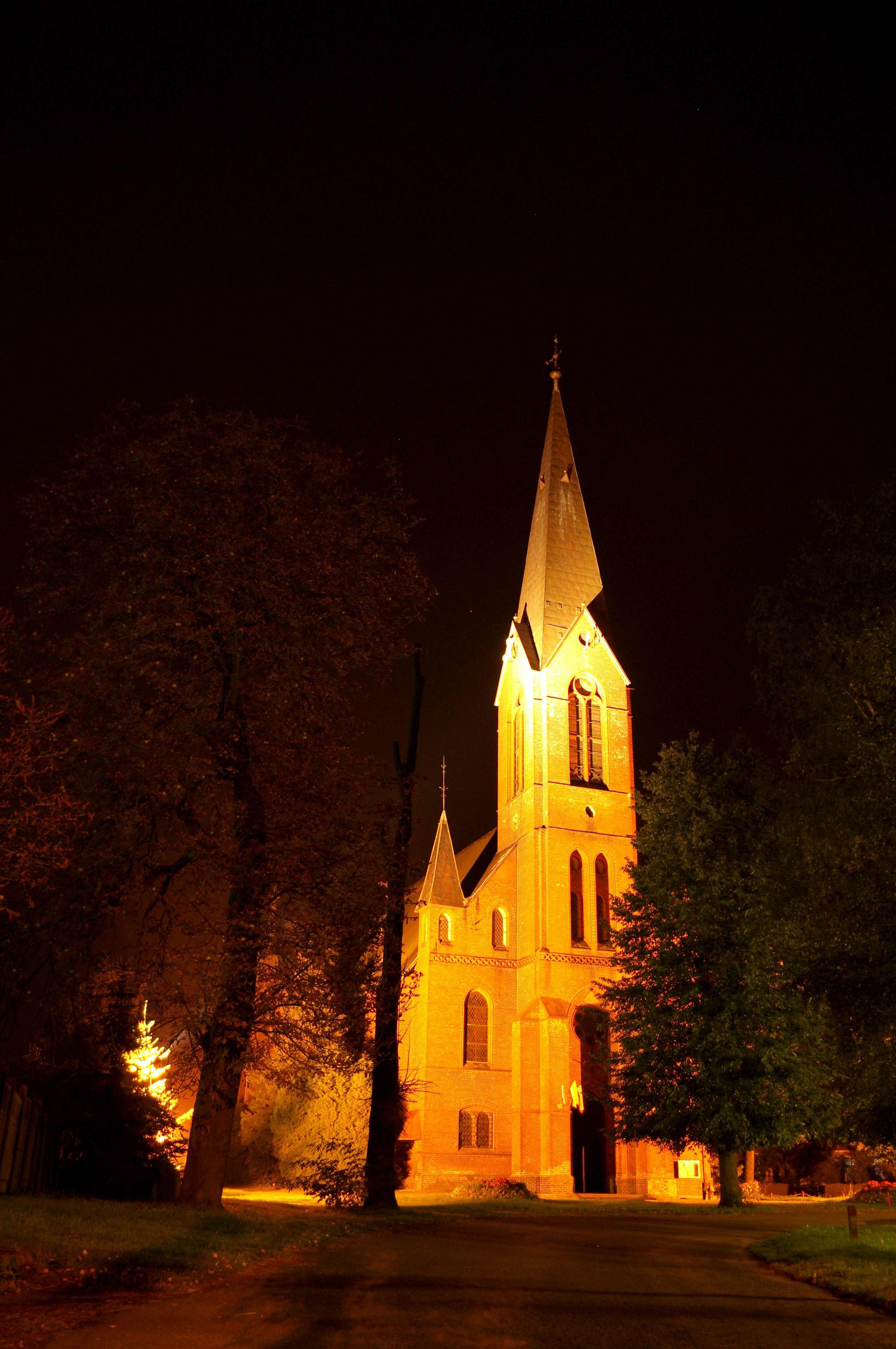
Kościół nocą